# Cruz Roja Nicaragüense
La Cruz Roja Nicaragüense, fundada el 10 de enero de 1934 y disuelta el 10 de mayo de 2023. Fue una asociación humanitaria de carácter voluntario, privada y sin fines de lucro, auxiliar de los poderes públicos en el ámbito humanitario para dar auxilio a la población en situación de riesgo o en desastre. 
Es miembro de la Organización Internacional Cruz Roja y Media Luna Roja. 
El lema de Cruz Roja Nicaragüense es «Servicio y neutralidad».
Está integrada por los voluntarios y el personal remunerado o trabajadores. 
Se mantiene de las donaciones que recibe de los ciudadanos, a través de la colecta anual que realiza. 
Tiene su sede nacional en la ciudad de Managua con cobertura nacional con 42 filiales, clasificadas en 15 departamentales y 25 municipales repartidas por todo el territorio nacional.
Fue disuelta el 10 de mayo de 2023 luego de que el gobierno del presidente Daniel Ortega acusara falsamente a los miembros de la Cruz Roja de violar su neutralidad, al atender heridos durante las protestas de 2018, la Asamblea Nacional acordó cancelar la personería jurídica de la organización internacional de manera inmediata y se sustituyó con una nueva institución que pasó a llamarse Cruz Blanca Nicaragüense adscrita al Ministerio de Salud.
Ahora, tanto el patrimonio como las acciones y los bienes de la Cruz Roja pasarán a ser propiedad del Estado, por no decir que fueron usurpados o robados por el gobierno nicaragüense.

## Historia

### Fundación
Al ocurrir el terremoto de Managua del 31 de marzo de 1931, Nicaragua no tenía su propia Cruz Roja, por lo que Los demás países centroamericanos enviaron a sus respectivas Cruz Roja. Los propulsores de la iniciativa del establecimiento de una filial de la Cruz Roja en Nicaragua fueron el doctor Henry Debayle y su esposa Emelina Tercero de Debayle con el apoyo del entonces Vicepresidente de la República Rodolfo Espinoza Ramírez, según testimonio de la ex primera dama de la Nación, señora María Argüello de Sacasa.
Fue fundada según Acuerdo Ejecutivo Nro. 23 emitido el 10 de enero de 1934 por el Doctor Juan Bautista Sacasa, Presidente de la República, reconociéndola como "Sociedad Nacional de la Cruz Roja" con funciones en todo el territorio nacional.
Le fue otorgada personalidad jurídica por el Congreso Nacional de Nicaragua mediante Decreto Legislativo Nro. 357 dictado el 9 de octubre de 1958 y publicado por el presidente de la República, Luis Somoza Debayle en La Gaceta, Diario Oficial número 248 del 29 de octubre del mismo año.